# No pasa nada
«No pasa nada» es una canción escrita e interpretada por el dúo estadounidense Ha*Ash. Se lanzó el 8 de marzo de 2018 como el segundo sencillo de su quinto álbum de estudio 30 de febrero. En 2021, la versión en vivo de 2014 formó parte del EP, Lo más romántico de: Ha*Ash.
La pista fue escrita por Ashley Grace, Hanna Nicole y José Luis Ortega. El tema llegó al primer lugar en iTunes México. Alcanzó la segunda posición en las radios, así como, el cuarto lugar en los charts Billboards mexicanos. El tema recibió el triple disco de platino más oro en México, entregado por AMPROFON.

## Antecedentes y composición
«No pasa nada» es una canción compuesta por Hanna Nicole y Ashley Grace con la coautoría de José Luis Ortega integrante del dúo Río Roma. La pista es considerada como una canción de desamor cantada desde el empoderamiento femenino, con una letra fuerte y a la vez desenfadada. En las propias palabras de las autoras, comenta Ashley: “No pasa nada es la canción que escribes cuando estás en el proceso del duelo de ardides”.
Fue confirmada como el segundo sencillo del disco el día 5 de marzo de 2018, a través de las redes sociales del dúo. Finalmente, el día 8 de marzo del mismo año fue estrenado el tema.

## Rendimiento comercial
En México, alcanzó el cuarto lugar en México Español Airplay, y la posición trece en México Airplay, ambas de Billboard. En el mismo país, llegó al segundo lugar en el Monitor Latino. El día 6 de septiembre durante la visita de las hermanas al programa "Hoy" recibieron el disco de oro por el tema. El día 1 de febrero de 2019, en su quinto Auditorio Nacional de la gira 100 años contigo el tema fue certificado de platino. En marzo de 2020, el tema recibió el doble disco de platino en México, entregado por AMPROFON, mientras que el 18 de febrero de 2021, alcanzó el cuádruple disco de platino más oro.

## Vídeo musical
El 1 de diciembre mismo día en que se lanzó el álbum 30 de febrero, lanzaron el vídeo lyric de la canción «No pasa nada», para ellos se contó con la participación del reconocido Diego Álvarez en la dirección. En octubre de 2019 el vídeo lyric cuenta con 98 millones de reproducciones.
El 8 de marzo se lanzó el video para su segundo sencillo «No pasa nada», para lograr el video Hanna y Ashley trabajaron con Pablo Croce, el mismo director de «100 años». En él se puede ver la historia de venganza contra quien jugó con el corazón de una de las chicas, quienes con el paso del vídeo lo atacan con fuerza. El ambiente del vídeo está lleno de colores y luces neón, donde, además se les ve vestir con sensualidad. En el detrás de escenas del vídeo Ashley cuenta que tuvo que usar guantes porque se astilló la mano por haber agarrado una cuerda muy fuerte, y Hanna también terminó usando unos porque encontró que se le veía bien a su hermana para el vídeo. En octubre de 2019 el vídeo oficial cuenta con 49 millones de reproducciones.
El 29 de junio de 2018 el dúo lanzó un nuevo vídeo, donde se interpreta la pista en una versión acústica. A octubre de 2019 cuenta con 11 millones de reproducciones.

## Presentaciones en vivo
El tema «No pasa nada» fue presentada por primera vez en su versión acústica junto a las canciones «100 años» y «Eso no va a suceder» el día 30 de noviembre de 2017, a un día del lanzamiento oficial del álbum 30 de febrero, donde además recibieron el disco cuádruple de platino más oro por su anterior disco Primera fila: Hecho realidad. El día 26 de abril de 2018 las hermanas presentaron la pista en una versión acústica en el programa Hoy de México.
El 29 de abril del mismo año, cantaron el tema en la final del programa Pequeños Gigantes. El día 12 de mayo presentaron el tema en el programa Cuéntamelo Ya del Canal de las estrellas. El 11 de julio durante una sesión acústica, presentaron en el tema en Los40 Básico. El día 7 de noviembre de 2018 las cantantes presentaron el tema en el aniversario número veinticinco de Telehit. La pista ha formado parte de la mayoría de los concierto de la gira 100 años contigo. Siendo solamente excluida en la presentación del dúo en el Festival de Viña del Mar.

## Otras versiones
En octubre de 2018 Ha*Ash se convierten en las primeras latinas en tener el EP Spotify Singles, publicando dos sencillos exclusivos para esa plataforma, «No pasa nada» y la versión de «Adiós amor» del cantante Christian Nodal, grabados por Panoram Studios, México.
Streaming

| N.º | Título                           | Escritor(es)                                   | Duración |  |
| 1.  | «No pasa nada» (Spotify Singles) | Ashley Grace · Hanna Nicole · José Luis Ortega | 3:17     |  |
| 2.  | «Adiós amor» (Spotify Singles)   | Salvador Lozano Garza                          | 3:22     |  |

## Créditos y personal
Créditos adaptados de las notas del álbum.

### Grabación y gestión
- Grabado en Cutting Cane Studios (Davie, Florida, Estados Unidos)
- Masterizado en The Lodge
- Publicado por Sony Music Entertainment México, S.A. De C.V. en 2017.
- Administrado por Sony / ATV Discos Music Publishing LLC / Westwood Publishing

### Personal
- Ashley Grace: voz
- Hanna Nicole: voz, coproducción
- George Noriega: teclados, guitarra, producción, supervisión musical, programación, ingeniería de grabación
- Matt Calderín: batería
- Pete Wallace: teclados
- Emily Lazar: ingeniería de masterización
- Adrián Morales: asistente de ingeniería
- Rob Wells: ingeniería de grabación
- Diego Contento: ingeniería de grabación
- Dave Clauss: ingeniería de mezcla
- Jean Rodríguez: dirección vocal, ingeniería vocal
- Pete Wallace: programación

## Posicionamiento en listas
| Listas (2018)                   | Mejor posición |
| ------------------------------- | -------------- |
| El Salvador (Monitor Latino)    | 15             |
| España (PROMUSICAE)             | 46             |
| México (México Airplay)         | 13             |
| México (México Español Airplay) | 4              |
| México (Monitor Latino)         | 2              |
| México Tocadas (Monitor Latino) | 3              |
| Perú (Monitor Latino)           | 13             |
| Uruguay (Monitor Latino)        | 9              |

| Listas (2018)                       | Mejor posición |
| ----------------------------------- | -------------- |
| Bolivia (Monitor Latino)            | 63             |
| Costa Rica (Monitor Latino)         | 11             |
| México Top 100 (Monitor Latino)     | 13             |
| México Top tocadas (Monitor Latino) | 18             |
| Uruguay (Monitor Latino)            | 19             |

## Certificaciones
| País (organismo certificador) | Certificación    | Unidades certificadas |
| ----------------------------- | ---------------- | --------------------- |
| México (AMPROFON)             | 4x Platino + Oro | 270 000               |

## Premios y nominaciones
| Año  | Trabajo nominado | Categoría                    | Resultado | Ref    |
| ---- | ---------------- | ---------------------------- | --------- | ------ |
| 2018 | Premios Quiero   | Mejor vídeo artista femenino | Nominadas | [ 54 ] |
| 2018 | Premios Quiero   | Mejor vídeo melódico         | Nominadas | [ 54 ] |